# Aartsbisdom Gulu

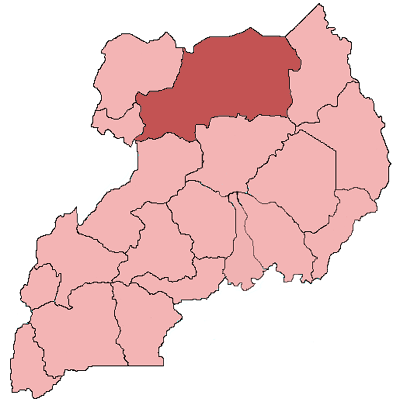
Het aartsbisdom Gulu binnen Oeganda

Het aartsbisdom Gulu (Latijn: Archidioecesis Guluensis) is een rooms-katholiek aartsbisdom met als zetel Gulu in het noordwesten van Oeganda . 
Het aartsbisdom is ontstaan uit de apostolische prefectuur Nilo Equatoriale, opgericht in 1923. Dit werd een apostolisch vicariaat in 1934. In 1950 werd dit het apostolisch vicariaat Gulu. In 1953 werd Gulu een bisdom en in 1999 een aartsbisdom. De eerste aartsbisschop werd John Baptist Odama.
Gulu heeft drie suffragane bisdommen, waarmee het een kerkprovincie vormt:
- Bisdom Arua
- Bisdom Lira
- Bisdom Nebbi

In 2019 telde het aartsbisdom 27 parochies. Het aartsbisdom heeft een oppervlakte van 27.945 km² en telde in 2019 1.650.000 inwoners waarvan 59,9% rooms-katholiek was.

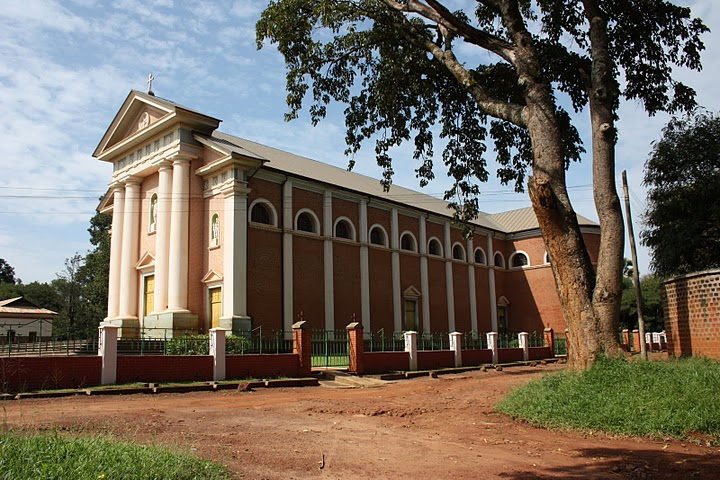
Sint-Jozefkathedraal in Gulu